# Lithurgus collieri
Lithurgus collieri är en biart som beskrevs av Cockerell 1929. Lithurgus collieri ingår i släktet Lithurgus och familjen buksamlarbin. Inga underarter finns listade i Catalogue of Life.